# Tonopah Test Range
Koordinaten: 37° 47′ 42″ N, 116° 46′ 12″ W

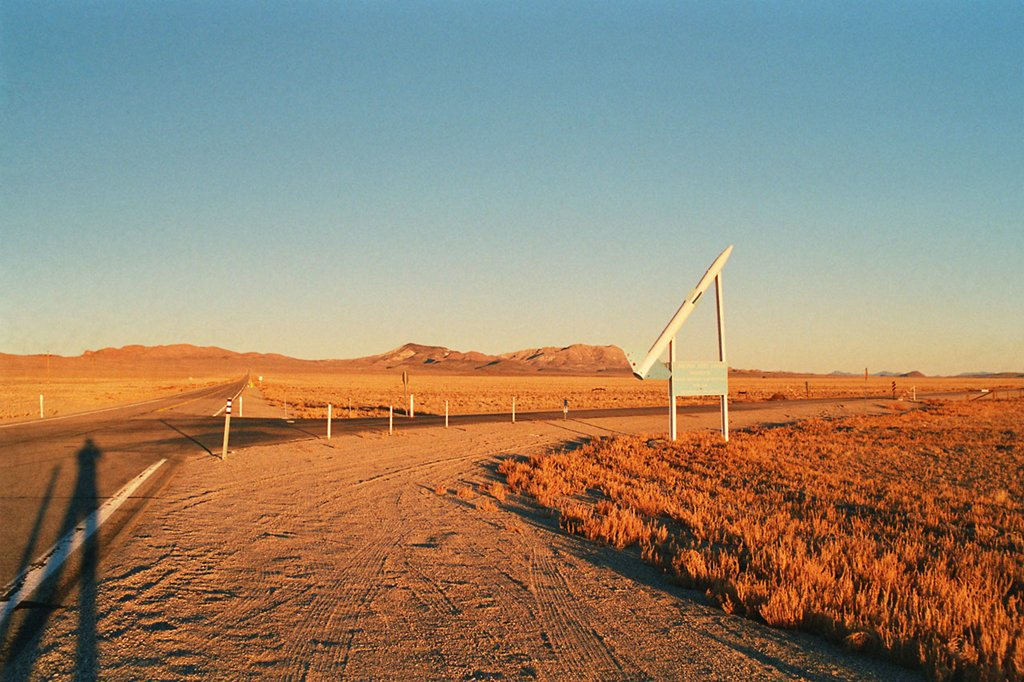
Abzweigung US-6 zur Tonopah Test Range

Tonopah Test Range, kurz TTR, auch Area 52, ist eine Militäranlage etwa 50 km südöstlich von Tonopah im Nye County, Nevada (USA). Sie liegt im nördlichen Teil der Nellis Range und ist der Öffentlichkeit nicht zugänglich. Die Tonopah Test Range hat eine Fläche von ca. 1.600 km². Sie wurde 1957 als Testgelände für militärische Programme des United States Department of Energy eröffnet und die meiste Zeit von den Sandia National Laboratories verwaltet. Sie wird auch für den Start von Höhenforschungsraketen verwendet, mit denen Freifallexperimente durchgeführt werden.
Als Tonopah Test Range wird auch der moderne Luftwaffenstützpunkt in der Nähe des Centers (bei 37° 47'N; 116° 46'W) bezeichnet. Der Stützpunkt ist auch dafür bekannt, dass er zwischen 1984 und 1992 der Heimatstützpunkt des Stealth-Flugzeugs F-117 Nighthawk war. Er hat eine Landebahn mit 3,5 km Länge, über 50 Hangars und eine ausgedehnte Support-Infrastruktur.
Die Anlage befindet sich hauptsächlich in einem Tal, das im Westen durch die Cactus Range begrenzt wird. Im Osten befindet sich die Kawich Range mit der ehemaligen Minengräberstadt Silverbow, einer der größten Geisterstädte in Nevada. Auf der Anlage leben größere Kojotenrudel und Wildpferdherden, die vom Bureau of Land Management eingehend überwacht werden.

## 4477th Test and Evaluation Squadron
Im Rahmen des geheimen Projektes „Constant Peg“ war in den 1980er Jahren auf der Tonopah Test Range die „4477th Test and Evaluation Squadron“ stationiert.
Die Staffel flog unter anderem Maschinen vom Typ:
- MiG-17 “Fresco”
- MiG-21 “Fishbed” und
- MiG-23 “Flogger”

Zu den Aufgaben der Staffel gehörte auch die Feinddarstellung bei Übungen. Die Maschinen waren dabei regelmäßig Übungsgegner für die United States Navy Fighter Weapons School (TOPGUN) und die United States Air Force Weapons School oder während der Red Flag-Manöver.